# Фруста (Венеција)
Фруста (итал. Frusta) је насеље у Италији у округу Венеција, региону Венето.
Према процени из 2011. у насељу је живело 466 становника. Насеље се налази на надморској висини од 9 м.